# Shirōto no Ran
Shirōto no Ran (jap. 素人の乱, deutsch: „Aufstand der Amateure“) ist eine japanische Vereinigung von Aktivisten, die im Jahr 2005 von Matsumoto Hajime, Yamashita Hikaru, Futatsugi Shin, Mochitsuki Rui und Ogasawara Keita gegründet wurde. Die Vereinigung engagiert sich für die Lebensverhältnisse der armen Leute (貧乏人, binbōnin) in Tōkyō und umfasst im Tōkyōter Bezirk Kōenji mehrere Recycleshops, Secondhandläden und Versammlungsräume. Die Akteure von Shirōto no Ran wurden besonders durch die Anti-Atomkraft-Demonstrationen im Zuge der Nuklearkatastrophe von Fukushima breiter bekannt.

## Geschichte
Die Geschichte von Shirōto no Ran ist eng verknüpft mit den Lebensgeschichten der Meinungsführer innerhalb der Vereinigung. Gründungsmitglied Matsumoto Hajime (* 1974) studierte zunächst an der Hōsei-Universität in Tōkyō Politikwissenschaft und kam erst in diesem Zusammenhang mit studentischen Bewegungen in Berührung. Nachdem Matsumoto im Rahmen studentischer Aktionen gegen Verschlechterungen der Studienbedingungen und eine neue Universitätspolitik demonstrierte, gründete er hier im Jahr 1996 bereits eine erste Vereinigung und war als Initiator von Demonstrationen und nicht genehmigten öffentlichen Picknicks tätig, deren Ausmaß stetig zunahm und in die „Versammlung der Armen Leute“ (貧乏人集会, binbōnin shukai) mündete.
Matsumoto wurde nach einer Aktion im Jahr 2001 verhaftet, bei der er einen Universitätsmitarbeiter mit Farbbeuteln angegriffen hatte. Für diese Aktion verbrachte Matsumoto insgesamt zwei Jahre in Untersuchungshaft und im Gefängnis; des Weiteren wurde ihm der Universitätsabschluss aberkannt. Matsumoto konnte somit den „regulären“ Lebensweg eines japanischen Absolventen nicht mehr beschreiten und gründete 2001 die Vereinigung Binbōnin Daihanran Shūdan („Großer Gegenaufstand der Armen Leute“), verteilte Flugzettel mit Slogans wie „Die Armen werden die Gesellschaft auf den Kopf stellen!“ und setzte die Picknicks vor Tōkyōter U-Bahn-Stationen fort, wodurch er viele Mitstreiter gewann.
Nach eigener Aussage war für Matsumoto besonders das gemeinschaftliche Leben auf der Straße in China prägend. Durch dieses Leben wurden ihm die Einschränkungen des öffentlichen Raumes in Tōkyō bewusst. Er beschloss daher, gegen die strengen Vorgaben für die Nutzung öffentlicher Räume in Japan zu protestieren. Im Jahr 2005 gründete Matsumoto zusammen mit Yamashita, Futatsugi, Mochitsuki und Ogasawara die Vereinigung Shirōto no ran und eröffnete in Anschluss daran zusammen mit Yamashita den Secondhandladen Shirōto no Ran 1-gō Ten (SNR-Laden Nummer 1), der auch noch ein Radiostudio und eine Bar umfasste. Da dieser Laden in einem zum Abbruch vorgesehenen Gebäude in Kōenji eröffnet wurde, blieb er dort lediglich drei Monate. Allerdings eröffneten im Anschluss an diesen Laden die Mitstreiter Matsumotos ebenfalls Läden in Kōenji.